# Свети Теодор Тирон (Палатово)
„Свети Теодор Тирон“ е българска църква в село Палатово, община Дупница, България.

## История
Църквата е единствената с това име в Дупнишко. Строителството на храма започва през 1903 година и приключва през 1907 година. Земята за църквата е подарена от Христо Скоклев. Разказва се, че при строежа са зазидали сянката на един от синовете му, който наистина по-късно починал все още ерген. Стенописите в храма са от 1910 година и са дело на дебърския зограф Мина Марков.
Църквата е реновирана през 2008 и 2009 година.